# Ǵoptcheli
Ǵoptcheli (en macédonien Ѓопчели) est un village du sud-est de la Macédoine du Nord, situé dans la municipalité de Doïran. Le village comptait 155 habitants en 2002.

## Démographie
Lors du recensement de 2002, le village comptait :
- Turcs : 151
- Bosniaques : 1
- Autres : 3